# Kitamura Tōkoku
Kitamura Tōkoku (北村 透谷?; Odawara, 29 dicembre 1868 – Tokyo, 16 maggio 1894) è stato un poeta e critico letterario giapponese.
Proveniente da una famiglia della classe samuraica, Kitamura si interessò di politiche liberali fin dalla giovane età e prese parte al Movimento per la libertà e i diritti del popolo. Frequentò la Tōkyō Senmon Gakkō (l'attuale Università di Waseda), ma venne espulso a causa delle sue visioni radicali. Dopo un anno di vigorosa attività politica, iniziò a mettere in dubbio gli obiettivi del movimento e lo abbandonò per diventare scrittore. Fu inoltre battezzato nel 1888.
Nel 1889 contribuì alla fondazione dell'Associazione pacifista giapponese (Nihon heiwa kai).
Durante il suo breve periodo di attività letteraria, diede incentivo alla corrente del Romanticismo (rōmanshugi) collaborando alla rivista Bungakukai, fondata nel 1893 insieme a Shimazaki Tōson e ad altri scrittori. Dichiarò di essere stato influenzato da autori come Byron e Ralph Waldo Emerson.  
Si suicidò nel 1894 all'età di 25 anni, dopo aver espresso la propria frustrazione nei confronti del Movimento per la libertà e i diritti del popolo. Nel 1893 aveva pubblicato il suo ultimo trattato, Naibu seimei ron ("Saggio sulla vita interiore"): in esso, attribuiva maggiore peso alla felicità e alla verità che risiedono nell'interiorità, in contrapposizione alla vita materiale e corporea.